# 高見ノ里駅
高見ノ里駅（たかみのさとえき）は、大阪府松原市高見の里三丁目にある、近畿日本鉄道（近鉄）南大阪線の駅である。駅番号はF09。

## 歴史
- 1932年（昭和7年）9月1日：大阪鉄道の布忍 - 河内松原間に新設開業[1]。4月に守口市から移転した大阪薬科大学[注 1]の最寄り駅として開設された。
- 1943年（昭和18年）2月1日：関西急行鉄道が大阪鉄道を合併[1]。関西急行鉄道天王寺線の駅となる。
- 1944年（昭和19年）6月1日：戦時統合により関西急行鉄道が南海鉄道（現在の南海電気鉄道の前身。後に再独立）と合併、近畿日本鉄道南大阪線の駅となる[1]。
- 2007年（平成19年）4月1日：PiTaPa使用開始[2]。
- 2020年（令和2年）12月10日：駅舎のある2番（大阪阿部野橋駅方面）ホームと1番（河内松原・古市・橿原神宮前・吉野方面）ホームが、エレベーターと高架橋でつながれ、ベビーカーや車椅子などで移動できるバリアフリー化工事が完了した[3]。

## 駅構造
相対式2面2線ホームを持つ地平駅。ホーム有効長は6両分。駅舎（改札口）は2番ホームの古市寄りにあり、反対側の1番ホームへは地下道で連絡している。駅舎出入口は駅南側のみ。
藤井寺駅が管理する有人駅で、PiTaPa・ICOCA対応の自動改札機および自動精算機（回数券カードおよびICカードのチャージに対応）が設置されている。

### のりば
| のりば | 路線       | 方向 | 行先             |
| ------ | ---------- | ---- | ---------------- |
| 1      | F 南大阪線 | 下り | 古市方面         |
| 2      | F 南大阪線 | 上り | 大阪阿部野橋方面 |

## 利用状況
2023年11月7日における1日乗降人員は5,752人である。
近年における1日乗降人員の推移は下表の通り。
| 年度               | 特定日利用状況 | 特定日利用状況 | 特定日利用状況 | 特定日利用状況 | 1日平均 乗車人員 | 出典        | 出典          |
| 年度               | 調査日         | 乗車人員       | 降車人員       | 乗降人員       | 1日平均 乗車人員 | 近鉄        | 大阪府        |
| ------------------ | -------------- | -------------- | -------------- | -------------- | ---------------- | ----------- | ------------- |
| 1990年（平成02年） | 11月06日       | 5,135          | 4,964          | 10,099         | 5,546            |             | [ 大阪府 1 ]  |
| 1991年（平成03年） | -              | -              | -              | -              | 5,351            |             | [ 大阪府 2 ]  |
| 1992年（平成04年） | 11月10日       | 5,088          | 4,836          | 9,924          | 5,287            |             | [ 大阪府 3 ]  |
| 1993年（平成05年） | -              | -              | -              | -              | 5,018            |             | [ 大阪府 4 ]  |
| 1994年（平成06年） | -              | -              | -              | -              | 4,874            |             | [ 大阪府 5 ]  |
| 1995年（平成07年） | 12月05日       | 5,077          | 4,931          | 10,008         | 4,808            |             | [ 大阪府 6 ]  |
| 1996年（平成08年） | -              | -              | -              | -              | 4,222            |             | [ 大阪府 7 ]  |
| 1997年（平成09年） | -              | -              | -              | -              | 4,112            |             | [ 大阪府 8 ]  |
| 1998年（平成10年） | 11月10日       | 3,762          | 3,666          | 7,428          | 3,845            |             | [ 大阪府 9 ]  |
| 1999年（平成11年） | -              | -              | -              | -              | 3,592            |             | [ 大阪府 10 ] |
| 2000年（平成12年） | 11月07日       | 3,654          | 3,697          | 7,351          | 3,463            | [ 近鉄 1 ]  | [ 大阪府 11 ] |
| 2001年（平成13年） | -              | -              | -              | -              | 3,279            |             | [ 大阪府 12 ] |
| 2002年（平成14年） | -              | -              | -              | -              | 3,806            |             | [ 大阪府 13 ] |
| 2003年（平成15年） | 11月11日       | 3,738          | 3,757          | 7,495          | 3,781            | [ 近鉄 2 ]  | [ 大阪府 14 ] |
| 2004年（平成16年） | -              | -              | -              | -              | 3,674            |             | [ 大阪府 15 ] |
| 2005年（平成17年） | 11月08日       | 3,862          | 3,704          | 7,566          | 3,615            | [ 近鉄 3 ]  | [ 大阪府 16 ] |
| 2006年（平成18年） | -              | -              | -              | -              | 3,560            |             | [ 大阪府 17 ] |
| 2007年（平成19年） | -              | -              | -              | -              | 3,412            |             | [ 大阪府 18 ] |
| 2008年（平成20年） | 11月18日       | 3,276          | 3,233          | 6,509          | 3,349            |             | [ 大阪府 19 ] |
| 2009年（平成21年） | -              | -              | -              | -              | 2,755            |             | [ 大阪府 20 ] |
| 2010年（平成22年） | 11月09日       | 2,904          | 2,869          | 5,773          | 2,469            | [ 近鉄 4 ]  | [ 大阪府 21 ] |
| 2011年（平成23年） | -              | -              | -              | -              | 2,576            |             | [ 大阪府 22 ] |
| 2012年（平成24年） | 11月13日       | 3,217          | 3,223          | 6,440          | 2,672            | [ 近鉄 5 ]  | [ 大阪府 23 ] |
| 2013年（平成25年） | -              | -              | -              | -              | 2,840            |             | [ 大阪府 24 ] |
| 2014年（平成26年） | -              | -              | -              | -              | 2,681            |             | [ 大阪府 25 ] |
| 2015年（平成27年） | 11月10日       | 3,228          | 3,262          | 6,490          | 2,757            | [ 近鉄 6 ]  | [ 大阪府 26 ] |
| 2016年（平成28年） | -              | -              | -              | -              | 2,827            |             | [ 大阪府 27 ] |
| 2017年（平成29年） | -              | -              | -              | -              | 2,864            |             | [ 大阪府 28 ] |
| 2018年（平成30年） | 11月13日       | 3,315          | 3,304          | 6,619          | 2,864            | [ 近鉄 7 ]  | [ 大阪府 29 ] |
| 2019年（令和元年） | -              | -              | -              | -              | 2,822            |             | [ 大阪府 30 ] |
| 2020年（令和02年） | -              | -              | -              | -              | 2,219            |             | [ 大阪府 31 ] |
| 2021年（令和03年） | 11月09日       | 2,909          | 2,908          | 5,817          | 2,398            | [ 近鉄 8 ]  | [ 大阪府 32 ] |
| 2022年（令和04年） | 11月08日       | 2,862          | 2,859          | 5,721          | 2,562            | [ 近鉄 9 ]  | [ 大阪府 33 ] |
| 2023年（令和05年） | 11月07日       |                |                | 5,752          |                  | [ 近鉄 10 ] |               |

## 駅周辺
- 阪南大学高等学校
- 松原市文化会館
- 松原図書館
- 松原市民体育館
- 松原高見郵便局
- カナートモール松原（デイリーカナート松原中央店）
- イオンタウン松原（ハンズマン松原店）
- 阪南中央病院 - 最寄りの布忍駅よりはやや遠いが、当駅からは一本道である。

### バス路線
南海バス 高見の里駅前
- 23系統：河内松原駅前／堺駅前（阪和堺市駅前・堺東駅前経由）
- 29系統：河内松原駅前／地下鉄北花田駅前

ぐるりん号（松原市コミュニティバス） 高見の里駅前
- 南北ルート丹南・西大塚方面、天美・布忍方面：松原市役所

ぐるりん号（松原市コミュニティバス） 高見の里三丁目
- 西ルート

## 隣の駅
近畿日本鉄道
F 南大阪線
■急行・■区間急行・■準急
通過
■普通
布忍駅 (F08) - 高見ノ里駅 (F09) - 河内松原駅 (F10)
- 括弧内は駅番号を示す。

### 記事本文